# كنيسة النعمة الرسولية
تأسست كنيسة النعمة الرسولية في عام 1935 وأسسها الأسقف غالى إبراهيم في مدينة المنيا، جمهورية مصر العربية. استقل مجمع النعمة عن مجمع كنائس النعمة الرسولية في عام 1940.
ضم المجمع في عام 2006 28 كنيسة وأكثر من 2000 عضو. للمجمع خدمة نبذ تصدر منذ عام 1963 (تعليمية، عقائدية، تبشيرية).

## أنظر أيضا
- البروتستانتية في مصر